# Kamień milowy

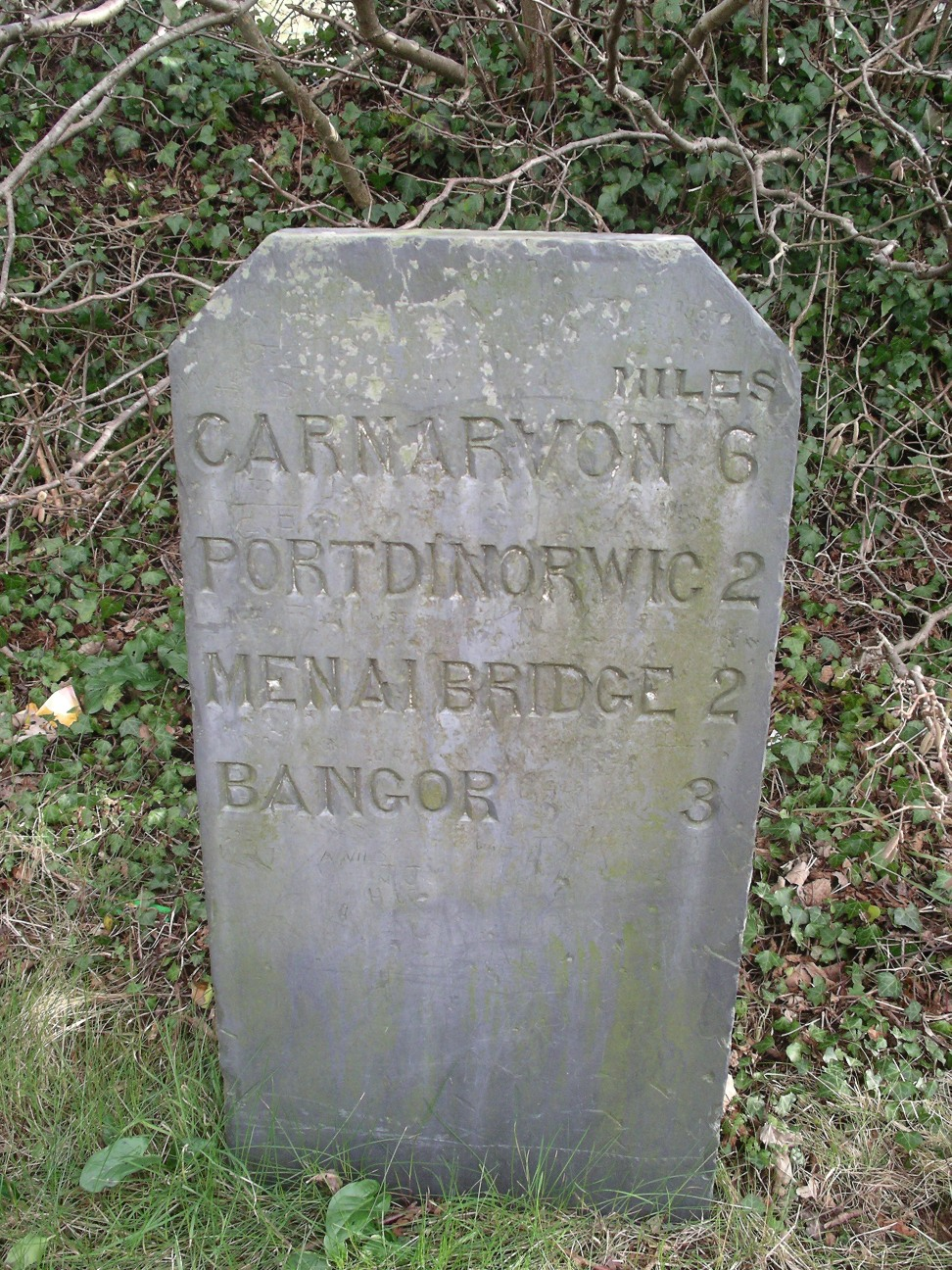
Współczesny kamień milowy z walijskiej miejscowości Bangor

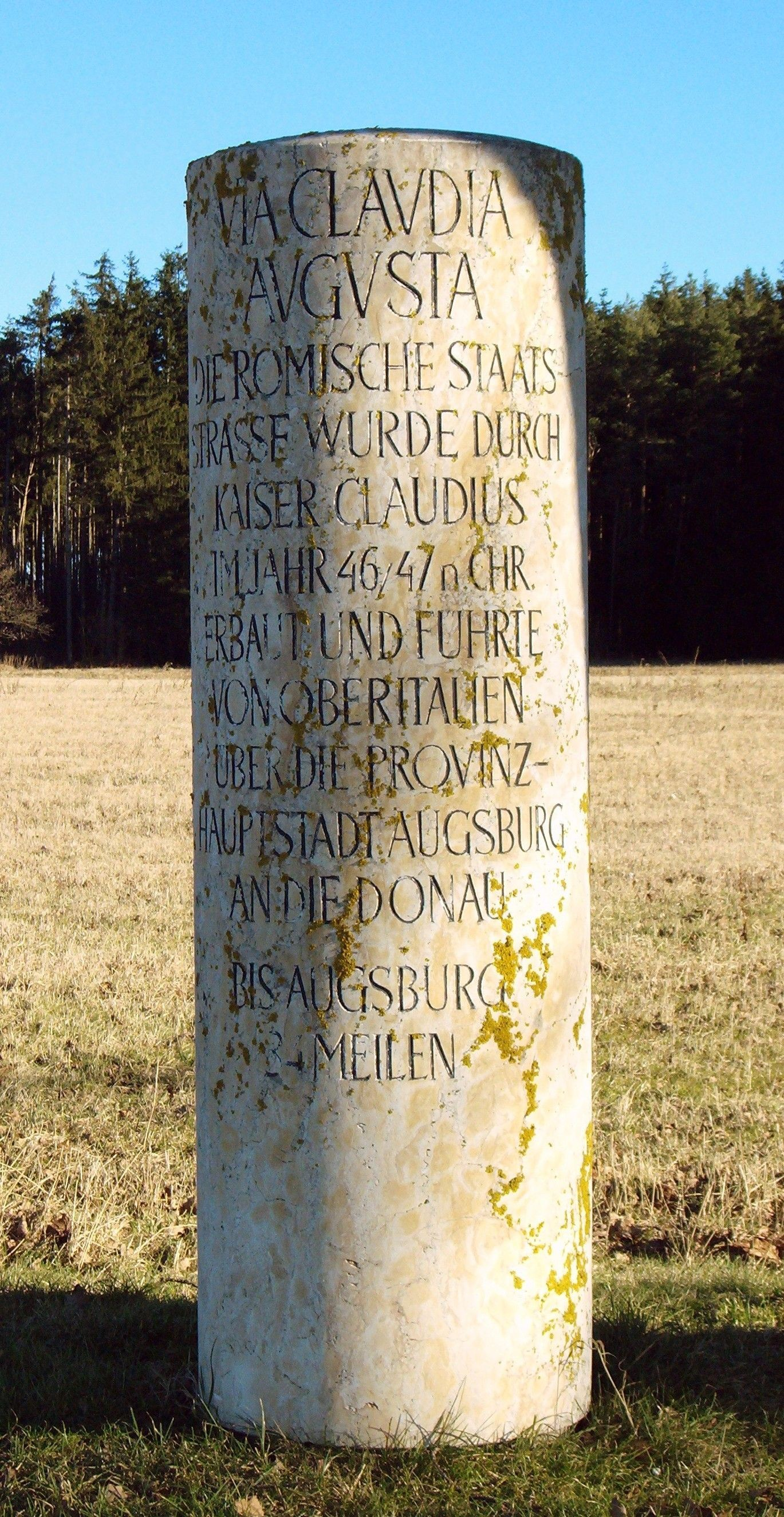
Replika rzymskiego kamienia milowego

Kamień milowy (łac. milliarium) – znak kamienny, który służył do oznaczania drogi w czasach Imperium Rzymskiego.
Kamienie milowe rozmieszczali Rzymianie na poboczu dróg co rzymską milę (1478,5 metra), a co 5 mil umieszczano tzw. kamień kurierski (lapides tabulari) dla orientacji w trakcie szybkiego pokonywania odległości.
Kamienie milowe miały kształt walca, często z prostokątną bazą. Wyryta na nich była odległość od początku drogi. W Italii – od Rzymu, w prowincjach – zasadniczo od stolicy prowincji lub najbliższego ważnego miasta. W przypadku szlaków biegnących przez kilka prowincji, podawano często dodatkowo kilka liczb oznaczających odległości od ważniejszych miast leżących przy drodze. Przykładowo, w Galii, odległość liczono od Lugdunum (Lyon), w Azji od Efezu, a w Afryce od Kartaginy.
Na niektórych kamieniach milowych umieszczano inskrypcje dotyczące budowniczych, cesarzy, namiestników prowincji czy ważnych wydarzeń.
Do dziś zachowało się około 4000 rzymskich kamieni milowych, w tym około 1400 sztuk w Afryce Północnej i  600 w Italii. Najstarszy z nich pochodzi z III wieku p.n.e.
Oktawian August umieścił na Forum Romanum, w sąsiedztwie mównicy (rostra), złoty kamień milowy. Miejsce to miało być dokładnym środkiem miasta, umbilicus urbis, czyli pępkiem. Złoty kamień miał postać pokrytej pozłacaną blachą kolumny, zwieńczonej złotą kulą. Od niego rozchodziły się wielkie drogi imperium: Via Appia, Via Aurelia, Via Ostiensis, Via Flaminia, Via Salaria i przebiegała tędy Via Sacra; stąd wzięło się powiedzenie, iż „wszystkie drogi prowadzą do Rzymu”.

## Przenośnia
W przenośni pojęcie kamień milowy używane jest do oznaczenia wydarzeń szczególnie ważnych w historii jakiejś społeczności. W rozwoju cywilizacji na przykład, kamieniami milowymi były niewątpliwie m.in. wynalezienie łuku, wynalezienie koła, wynalezienie prochu albo wynalezienie papieru (choć wydarzenia te w różnych regionach geograficznych następowały w różnym, czasem odległym czasie).
Współcześnie pojęcie kamienia milowego stosowane jest w odniesieniu do zagadnień zarządzania projektem, oznaczające ważny termin kończący szereg zadań.